# Stavros Glouftsis
Stavros Glouftsis  (Grieks: Σταυρος Γλουφτσης) (Etterbeek, 20 oktober 1981) is een Belgische voetballer van Griekse origine, die uitkomt voor ROFC Stockel.

## Rupel Boom
In het seizoen 2009/10 kwam Stavros transfervrij bij de club en werd hij onmiddellijk topschutter van de reeks 3A, waarin hij 27 keer doel trof in 34 wedstrijden.
Na afloop van het seizoen koos Stavros voor een testperiode bij Chicago Fire en dus kon hij de club niet meer steunen bij de eindronde voor promotie naar 2de klasse.
In augustus 2010 tekende Stavros Glouftsis dan een contract bij Royal Antwerp FC waar hij voordien reeds als speler reeds actief was.

## Diefstal
Eind januari 2014 werd Glouftsis op staande voet ontslagen bij Eendracht Aalst, nadat bekend was geraakt dat hij betrokken was bij enkele winkeldiefstallen.

## Carrière
- 1999-2000: AFC Tubize
- 2000-2001: FC Denderleeuw
- 2001-2002: Royal Léopold Uccle Forestoise
- 2002-2003: KFC Rode-Verrewinkel
- 2003-2004: Tempo Overijse
- 2004-12/2005: Verbroedering Geel
- 01/2006-2006: RAA Louviéroise
- 2006-2007: Royale Union Saint-Gilloise
- 2007-2008: Antwerp FC
- 2008-2009: KVC Willebroek-Meerhof
- 2009-2010: Rupel Boom FC
- 2010-2011: Antwerp FC
- 2011-2012: Sportkring Sint-Niklaas
- 2012-2014: Eendracht Aalst
- 2014-2018: KSV Temse
- 2018-2019: FC Ganshoren
- 2019-........: ROFC Stockel